# Escalier à vis

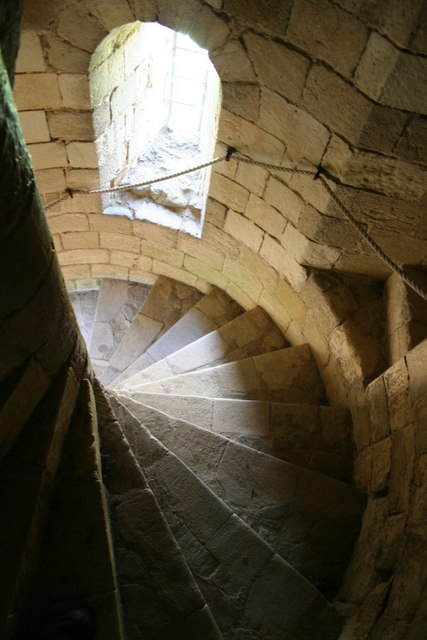
Un mythe victorien veut que les escaliers médiévaux dans les châteaux tournent dans le sens horaire pour avantager les défenseurs, généralement droitiers, leur permettant d'avoir une meilleure amplitude de mouvement pour manier leurs armes, et défavoriser les assaillants qui montent, contraint de manier leur arme avec le bras droit se trouvant contre le pilier central.

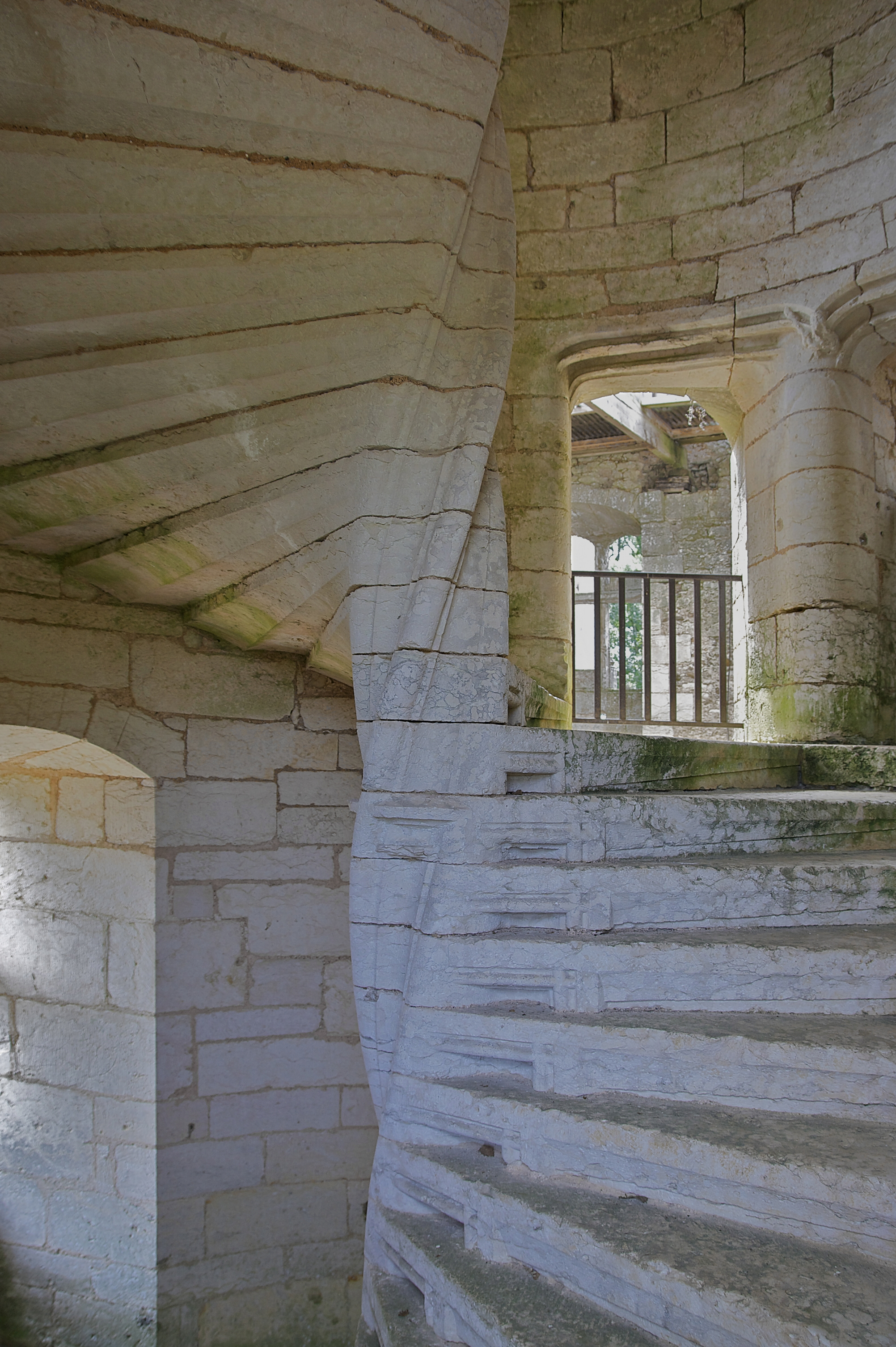
Escalier à vis du château de l'Herm, en Dordogne.

Un escalier à vis ou escalier en vis est un escalier hélicoïdal dont les extrémités centrales des marches sont superposées de manière à former un noyau central. Il fait son apparition au XIIe siècle, mais est encore très étroit.
L'escalier à vis possède un noyau central, à la différence de l'escalier en colimaçon.
Cette structure est particulièrement employée en France à partir de l'époque romane. L'un des exemples les plus célèbres est la « vis de Saint-Gilles », même si les modes de construction sont encore très variés. Ce système d'escalier perdure encore à l'époque classique, en particulier dans les églises, même si on leur préfère souvent les escaliers à noyau central évidé. L'architecture civile va résolument choisir les escaliers à degrés à partir du XVIe siècle.